# Ares Ludovisi
L'Ares Ludovisi o Marte Ludovisi è una scultura romana di epoca antonina, raffigurante Marte. La statua è una copia marmorea del II secolo d.C., di un originale greco raffigurante Ares del IV secolo a.C. attribuibile a Skopas o Lisippo.

## Storia e descrizione
Ares/Marte è ritratto giovane, senza barba e seduto sulle armi deposte, mentre Eros gioca ai suoi piedi, focalizzando l'attenzione sul fatto che, in un momento di riposo, il dio della guerra è presentato come oggetto di amore. Nel XVIII secolo l'archeologo e storico dell'arte Johann Joachim Winckelmann, teorico della nobile semplicità e quieta grandezza, quando si stava occupando della collezione Ludovisi ritenne che l'Ares Ludovisi fosse la miglior rappresentazione di Marte dell'antichità.
Riscoperta nel 1622, la scultura era, con molta probabilità, originariamente parte del tempio di Marte (eretto nel 132 a.C. nella parte meridionale del Campo Marzio), del quale non restano che poche tracce; a tal proposito, la statua fu riscoperta nei pressi della chiesa di San Salvatore in Campo. Pietro Santi Bartoli scrisse che l'opera fu trovata nei pressi del Palazzo Santacroce mentre si stava scavando uno scarico. L'Ares Ludovisi entrò a far parte della collezione del cardinale Ludovico Ludovisi (1595-1632), nipote di Papa Gregorio XV; la collezione era conservata nella magnifica villa Ludovisi che il cardinale fece costruire nei pressi di Porta Pinciana, nello stesso luogo dove Giulio Cesare e il suo successore Ottaviano Augusto, avevano la loro villa. La scultura fu restaurata da un giovane Gian Lorenzo Bernini, che ne rifinì la superficie e realizzò con discrezione il piede destro; Bernini fu, con grande probabilità, responsabile del cupido ai piedi dell'Ares, che gli storici dell'arte Francis Haskell e Nicholas Penny notarono omesso dalla copia in bronzo della statua, realizzata da Giovanni Francesco Susini, così come dalle stampe di Scipione Maffei.
Il ritrovamento della statua fu una scoperta eccezionale. Una copia bronzea in scala ridotta fu realizzata da Giovanni Francesco Susini, successore e assistente dello zio Antonio Susini, quando visitò Roma negli anni trenta del XVII secolo e copiò diversi marmi dalla collezione Ludovisi; una replica in bronzo è conservata all'Ashmolean Museum di Oxford. In seguito, l'Ares Ludovisi fu considerata una delle opere di punta, da ammirare necessariamente nel percorso del Grand Tour. Ad esempio, Pompeo Batoni, nel suo ritratto di John Talbot, raffigura quest'ultimo accanto alla statua, con l'intento di esaltarne la cultura e la familiarità con tali opere d'arte. Un'ulteriore rappresentazione può riscontrarsi nell'incisione del 1783 di Villa Ludovisi ad opera di Francesco Piranesi, figlio del noto Giovanni Battista Piranesi. Calchi dell'Ares Ludovisi si diffusero nelle prime collezioni museali, come la Gliptoteca di Copenaghen e la statua è stata in grado di influenzare intere generazioni di studenti e di artisti neoclassici.

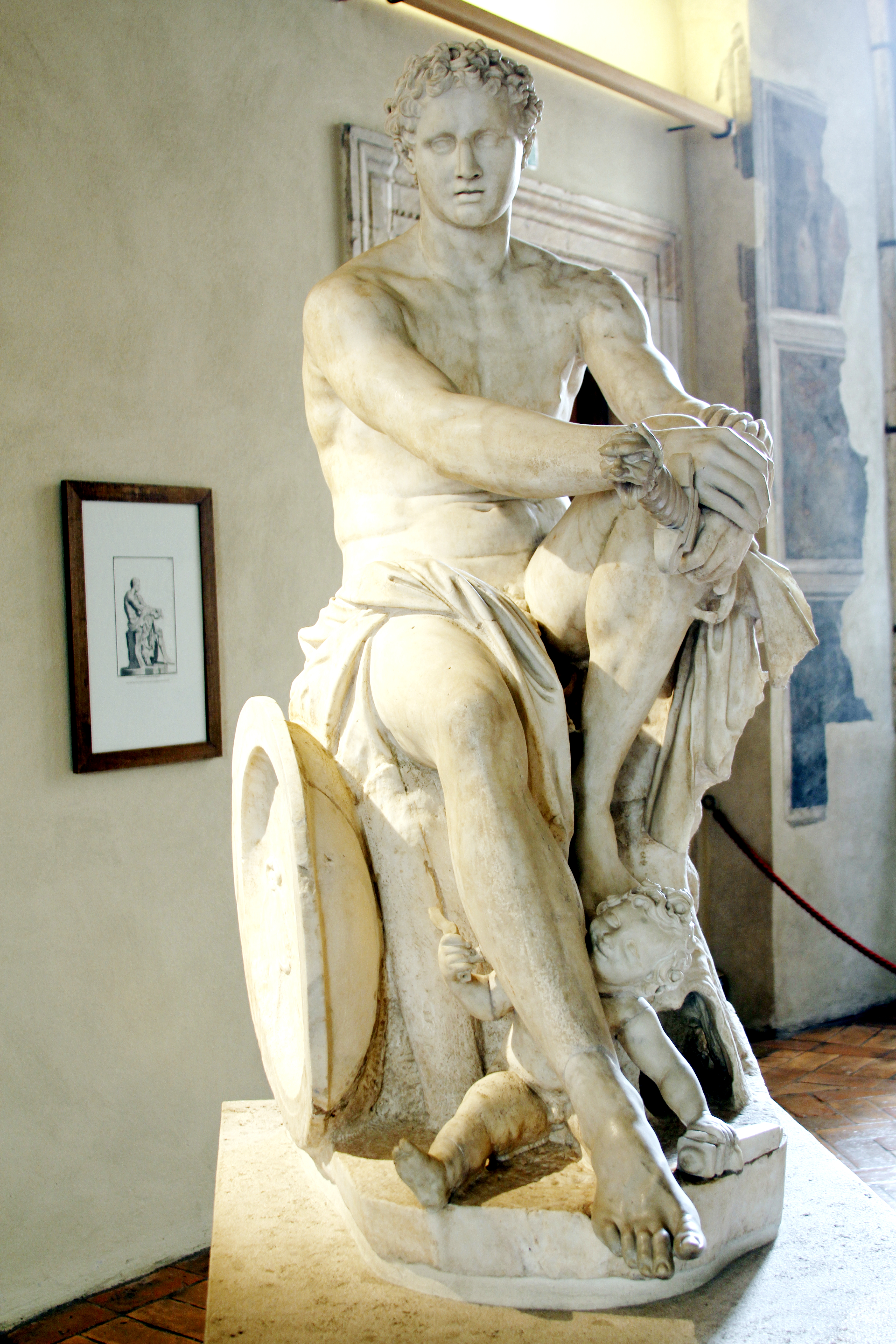
Veduta frontale

Nel 1901, il principe Boncompagni-Ludovisi decise di mettere all'asta le antichità della collezione Ludovisi. Lo Stato italiano acquistò 96 pezzi d'arte, mentre gli altri si dispersero nei musei in Europa e negli Stati Uniti. L'Ares è conservato presso il Palazzo Altemps, sede del Museo nazionale romano.
Una rappresentazione della statua è utilizzata come emblema del club sportivo greco Aris Thessaloniki.